# Революційне право
«Революці́йне пра́во» — правничий журнал, орган Наркомату юстиції УРСР, постав на базі об'єднаних журналів «Вісник радянської юстиції» та «Червоне право».
Виходив неперіодично у Харкові (1931—1936) і в Києві (1937—1941) як двотижневий орган Наркомату юстиції, Верховного суду та Прокуратури УРСР. Журнал обговорював питання радянського права, суддівської, прокураторсько-слідчої та адвокатської практики. Вийшло 173 чисел.